# Pericrocotus
Pericrocotus (menievogels) is een geslacht van zangvogels uit de de familie Campephagidae (rupsvogels, trillers en menievogels). Het geslacht telt 15 soorten.

## Kenmerken
Het zijn vrij kleine, slanke vogels met spits toelopende, lange staarten, die fier rechtop zitten. Ze hebben een grote kop en naar verhouding kleine en dunne poten en tenen. De snavel is fijn en scherp gehaakt. Veel soorten zijn felrood en/of geel gekleurd (vandaar de naam menievogels). De lichaamslengte bedraagt tussen de 15 en 20 cm.

## Leefwijze
Ze voeden zich voornamelijk met insecten, foerageren in groepen in de bomenkronen. 

## Verspreiding en leefgebied
Deze vogels komen voor van Noordoost-China en Japan tot India en zuidwaarts tot Malakka, Indonesië en de Filipijnen.

## Soorten
- Pericrocotus albifrons  –  Jerdons menievogel
- Pericrocotus brevirostris  –  Kortsnavelmenievogel
- Pericrocotus cantonensis  –  Swinhoes menievogel
- Pericrocotus cinnamomeus  –  Kleine menievogel
- Pericrocotus divaricatus  –  Grijze menievogel
- Pericrocotus erythropygius  –  Witbuikmenievogel
- Pericrocotus ethologus  –  Langstaartmenievogel
- Pericrocotus flammeus  –  Oranje menievogel
- Pericrocotus igneus  –  Soendamenievogel
- Pericrocotus lansbergei  –  Floresmenievogel
- Pericrocotus miniatus  –  Bergmenievogel
- Pericrocotus roseus  –  Roze menievogel
- Pericrocotus solaris  –  Grijskeelmenievogel
- Pericrocotus speciosus  –  Scharlaken menievogel
- Pericrocotus tegimae  –  Ryukyumenievogel